# Хорнабуджи
Хорнабуджи (груз. ხორნაბუჯი), также иногда называемый Крепость царицы Тамары, — древняя крепость в восточной части Грузии. Она расположена примерно в трёх километрах к северу от города Дедоплис-Цкаро в мхаре Кахетия. Разрушенные стены крепости возвышаются на величественном хребте Цив-Гомбори. Она была возведена, вероятно, первоначально в конце I тысячелетия до н. э. В то время она служила единственным укреплением, контролирующим долины рек Иори и Алазани. Название Хорнабуджи с персидского языка переводится как солнечная гора.
В ходе археологических исследований, проведённых в 1970-х годах в этом районе, было обнаружено множество свидетельств существования поселения, которое процветало на равнине под крепостью во время Средневековья и до него. Первые сохранившиеся письменные свидетельства о нём датируются периодом правления царя Иберии Вахтанга I Горгасали в V веке. В то время Хорнабуджи был одним из крупнейших поселений в регионе Кахетии. Согласно хронике он стал одним из нескольких мест, куда Вахтанг I назначил епископа после того, как он построил собор Светицховели в Мцхете.
В конце V или начале VI века Хорнабуджи был завоёван Сасанидами. Вероятно, что окружающий город был разрушен, хотя что-то от самой крепости сохранилось, и в течение следующих столетий город снова появился на равнине к югу от крепостной скалы. В течение XIII века, согласно некоторым источникам, крепость была восстановлена по приказу царицы Тамары. По другим же источникам, повествующим о строительстве её крепости, можно сделать предположение, что эти сообщения относились к крепости, возведённой в другом месте. Согласно одной из интерпретаций данных источников, город Хорнабуджи был разрушен монгольскими захватчиками во главе с Берке около 1264 года, а оставшиеся в живых его жители переселились в Сигнахи, после чего у стен замка больше не существовало каких-либо значительных поселений. По альтернативной версии поселение пришло в упадок в XVII веке в результате вторжения, предпринятого из Ирана шахом Аббасом I Великим. Крепость, в отличие от окружающего города, была позднее восстановлена при царствовании в Картли-Кахетии Ираклия II.